# Помоћник Боб
Роберт "Боб" Ундердунк Тервилигер, у серији познатији као Помоћник Боб, је измишљени лик из популарне серије Симпсонови коме глас позајмљује Келси Грамер. У почетку је он помоћник Крастија Кловна који га касније отпушта. Он покушава да убије Барта, али Боб увек буде изигран. После једног сукоба са Бартом он одлази у затвор. Од доласка у затвор Боб постаје зли геније. После изласка из затвора он увек смишља осветнички план који увек буде неуспешан захваљујући Барту и Лиси. У неким епизодама покушава да убије и Крастија.